# Premio musicale del consiglio nordico

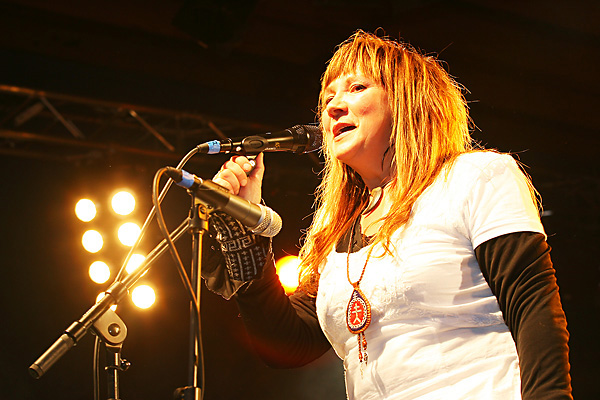
Mari Boine, 2003

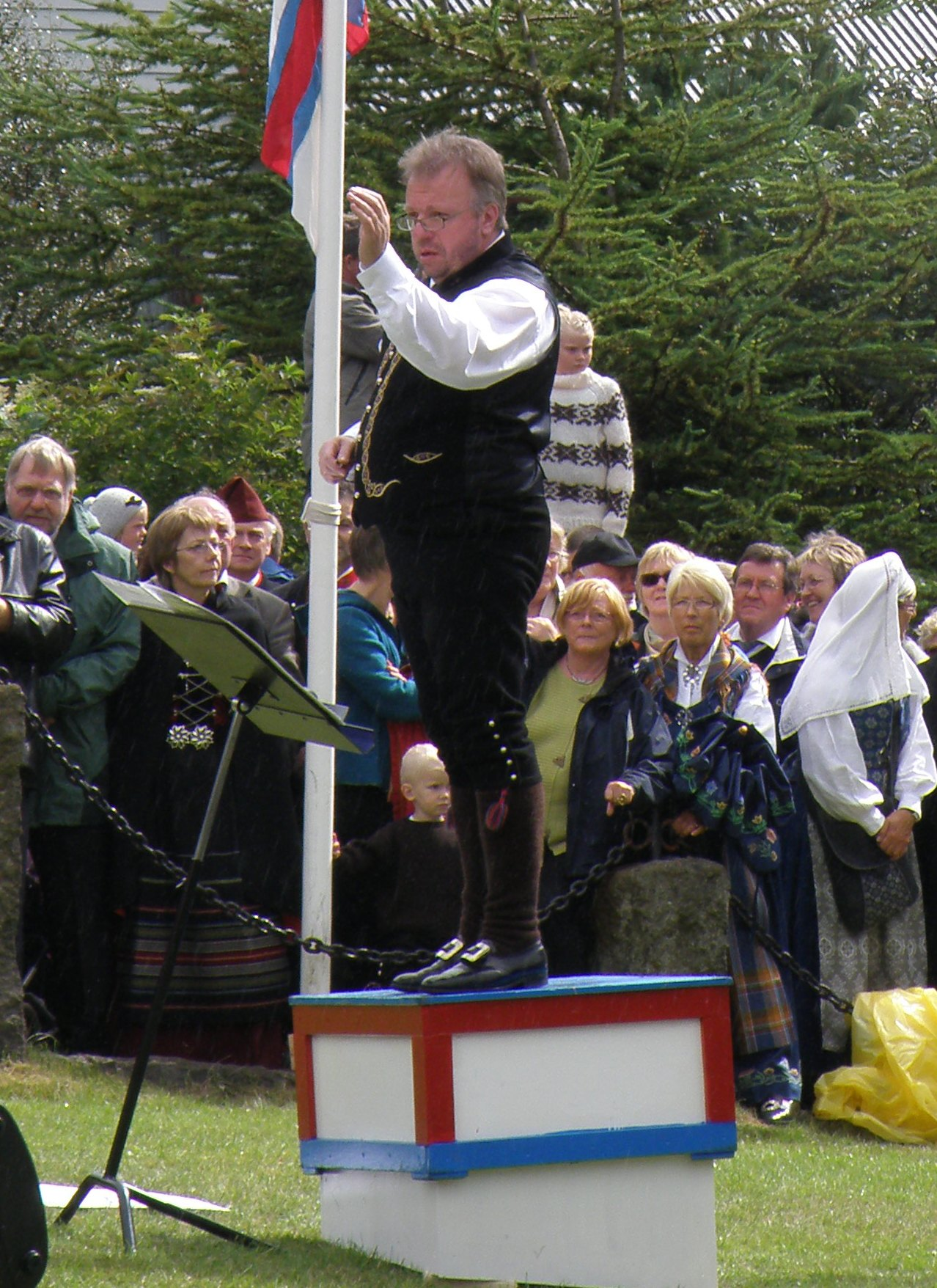
Sunleif Rasmussen, 2002

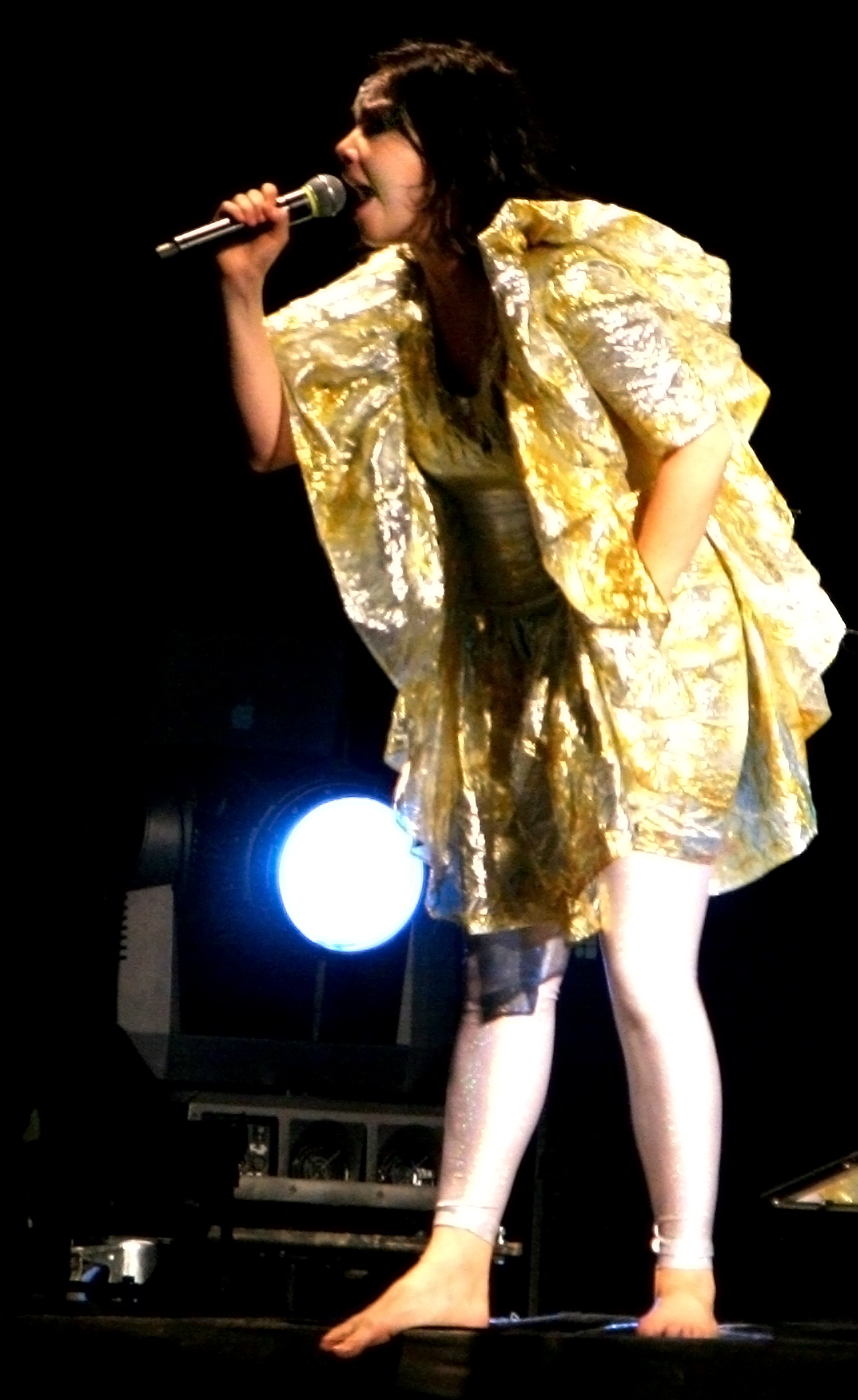
Björk, 1997

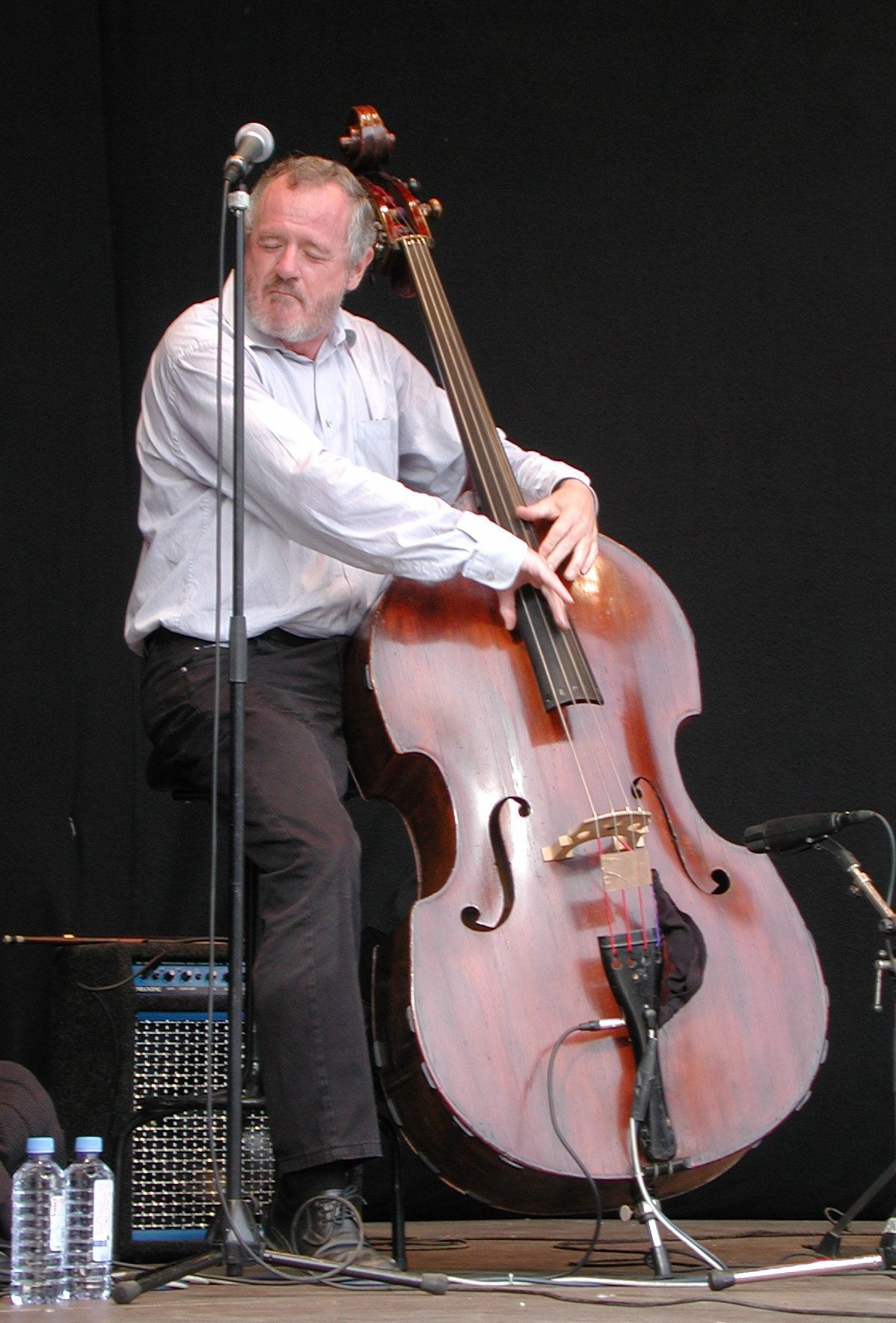
Niels-Henning Ørsted Pedersen, 1991

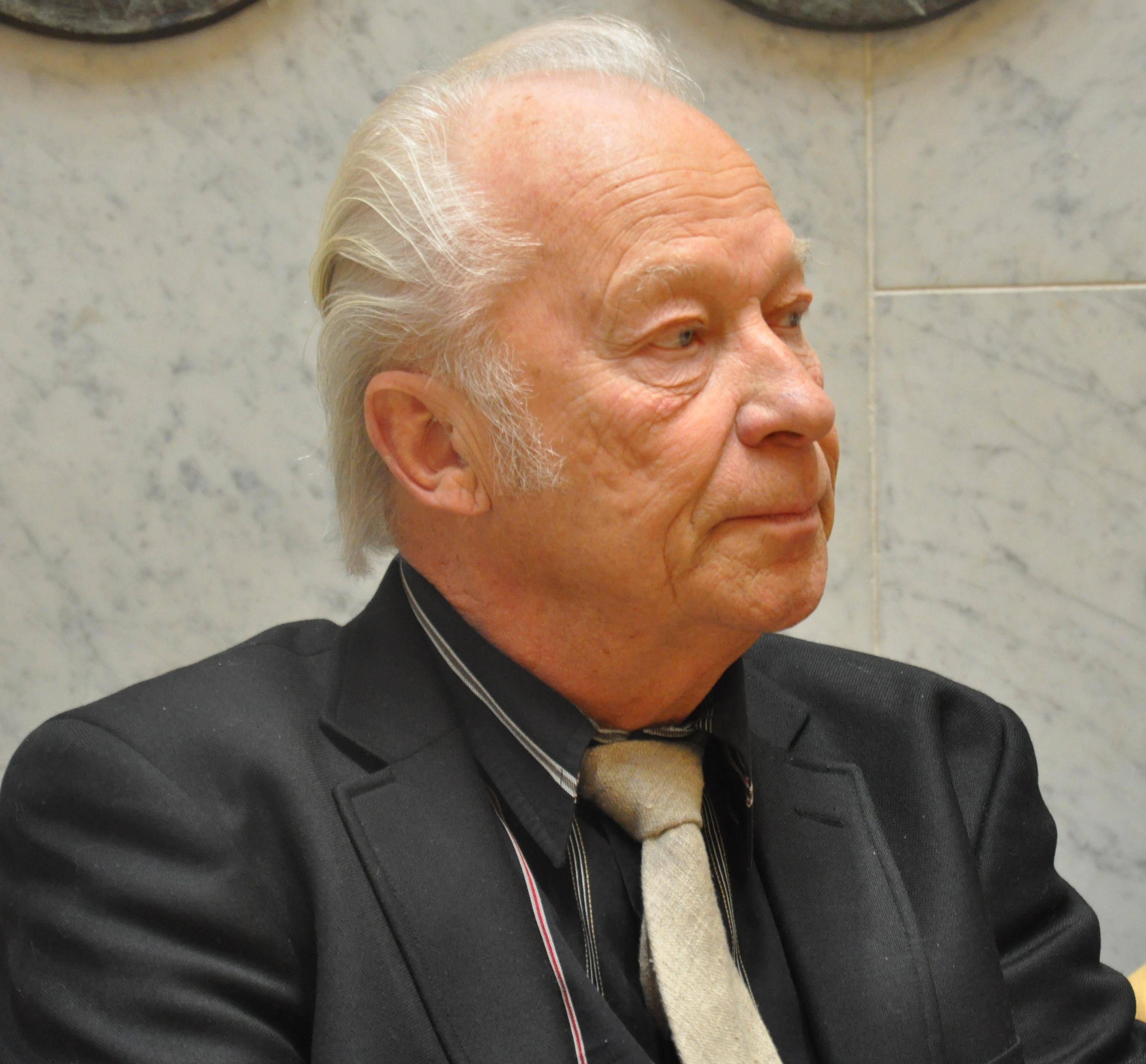
Aulis Sallinen, 1978

Il Premio musicale del consiglio nordico viene assegnato annualmente dal Comitato musicale nordico, il NOMUS (NOrdic MUSic). Ogni due anni viene assegnato per un'opera di un compositore vivente. Negli anni intermedi viene assegnato ad un musicista o ad un gruppo in attività.

## Il comitato musicale nordico (NOMUS)
Il Consiglio nordico ha quattro commissioni artistiche:
- Il Comitato di letteratura e biblioteca nordica (NORDBOK)
- Il Comitato di musica nordica (NOMUS)
- Il Centro nordico per le arti dello spettacolo (NordScen)
- L'Istituto nordico per l'arte contemporanea (NIFCA)

Il NOMUS è composto da due delegati di ciascuno dei cinque paesi nordici (Danimarca, Islanda, Norvegia, Svezia e Finlandia) e osservatori dalle tre aree con autogoverno (Groenlandia, Isole Faroe e Isole Åland). Il NOMUS assegna sovvenzioni per promuovere la cooperazione musicale nella regione nordica; finanzia le opere commissionate, gli spettacoli musicali, i seminari, le conferenze e i corsi di formazione e funge da segreteria e giuria del Premio musicale del Consiglio nordico.

## Il Premio musicale del consiglio nordico
Questo premio fu lanciato nel 1965 e veniva inizialmente assegnato una volta ogni tre anni. Dal 1990, tuttavia, il premio è stato assegnato ogni anno. Negli anni alterni viene assegnato ad un brano musicale di un compositore nordico vivente e ad un piccolo o grande gruppo musicale di alti standard artistici e tecnici. Il valore del premio ammonta a 350.000 corone danesi.

## Vincitori
I vincitori del Premio musicale del consiglio nordico fino al 2018 sono stati:
- 1965 Aniara (opera) di Karl-Birger Blomdahl, Svezia
- 1968 Tredje symfonien (Terza sinfonia) di Joonas Kokkonen, Finlandia
- 1970 Drömmen om Thérèse (arenaopera) di Lars Johan Werle, Svezia
- 1972 Eco (soprano solo, coro misto, orchestra) di Arne Nordheim, Norvegia
- 1974 Gilgamesh (opera) di Per Nørgård, Danimarca
- 1976 Konsert för flöjt och orkester di Atli Heimir Sveinsson, Islanda
- 1978 Ryttaren (opera) di Aulis Sallinen, Finlandia
- 1980 Symfoni/Antifoni di Pelle Gudmundsen-Holmgreen, Danimarca
- 1982 Utopia di Åke Hermanson, Svezia
- 1984 De ur alla minnen fallna (Requiem) di Sven-David Sandström, Svezia
- 1986 Poemi for solo violin and string orchestra di Hafliði Hallgrímsson, Islanda
- 1988 Kraft (orchestra sinfonica, strumenti elettronici) di Magnus Lindberg, Finlandia
- 1990 Gjennom Prisme (violoncello, organo, orchestra) di Olav Anton Thommessen, Norvegia
- 1991 Niels-Henning Ørsted Pedersen, Danimarca strumentista di basso jazz (premio all'artista)
- 1992 Symfoni nr 1 di Anders Eliasson, Svezia
- 1993 Mellersta Österbottens Kammarorkester, Finlandia (premio all'artista)
- 1994 Det Sjungande Trädet (opera) di Erik Bergman, Finlandia
- 1995 Eric Ericson, Svezia, direttore di coro (premio all'artista)
- 1996 Sterbende Gärten concerto per violino ed orchestra di Bent Sørensen, Danimarca
- 1997 Björk (Guðmundsdóttir), Islanda, cantante (premio all'artista)
- 1998 Concerto per clarinetto ed orchestra di Rolf Wallin, Norvegia
- 1999 Leif Segerstam, Finlandia, direttore d'orchestra (premio all'artista)
- 2000 Lonh per soprano e musica elettronica di Kaija Saariaho, Finlandia
- 2001 Palle Mikkelborg, trombettista, Danimarca (premio all'artista)
- 2002 Symphony no. 1 - Oceanic Days di Sunleif Rasmussen, Isole Faroe
- 2003 Mari Boine, cantante, Norvegia (premio all'artista)
- 2004 Gudrun's 4th song di Haukur Tómasson, Islanda
- 2005 Ensemble Cikada, Norvegia (premio all'artista)
- 2006 ...fetters... di Natasha Barrett, Norvegia
- 2007 The Eric Ericson Chamber Choir di Stoccolma (premio all'artista)
- 2008 Miki Alone di Peter Bruun, Danimarca[5]
- 2009 Kari Kriikku, clarinettista, Finlandia (premio all'artista)[6]
- 2010 Opus 42 di Lasse Thoresen, Norvegia[7]
- 2011 Mats Gustafsson, sassofonista, Svezia (premio all'artista)
- 2012 Dreymi di Anna Thorvaldsdóttir, Islanda
- 2013 Pekka Kuusisto, violinista, Finlandia (premio all'artista)
- 2014 Black Box Music di Simon Steen-Andersen, Danimarca
- 2015 Svante Henryson, violoncellista, Svezia (premio all'artista)
- 2016 Let Me Tell You, Hans Abrahamsen, Danimarca
- 2017 Susanna Mälkki, direttore d'orchestra e violoncellista, Finlandia[8]
- 2018 Muohta, Nils Henrik Asheim, Norvegia[9]